# 149e régiment d'infanterie (France)
Pour les articles homonymes, voir 149e régiment.
Le 149e régiment d'infanterie (149e RI) est un régiment d'infanterie de l'Armée de terre française créé sous la Révolution à partir de la 149e demi-brigade de première formation. Dissoute dès 1796, son numéro est repris entre 1813 et 1814 par le 149e régiment d’infanterie de ligne. Le régiment est recréé en 1887 et combat pendant la Première et la Seconde Guerre mondiale. Il est dissous en 1997.

## Création et différentes dénominations
- 1794 : 149e demi-brigade de bataille.
- 1796 : Dissoute.
- 1813 : 149e régiment d'infanterie de ligne.
- 1814 : Dissous.
- 1887 : 149e régiment d'infanterie.
- 1920 : Dissous (traditions gardées par le 17e RTA).
- 1935 : 149e régiment d'infanterie de forteresse
- 1940 : Dissous.
- 1968 : 149e régiment d'infanterie.
- 1997 : dissous.

## Colonels/chefs de brigade
149e demi-brigade de deuxième formation.
- 1794-1796 : Chef de brigade Perrin

149e régiment d'infanterie de ligne
- 1813 : Colonel de Mandeville
- 1813-1814 : Colonel baron Druot

149e régiment d'infanterie régional
- 1887 : Colonel Vidal de Lauzun
- 1888 : Colonel Morlot de Wengi
- 1890 : Colonel Maurel
- 1892 : Colonel Comoy
- 1892 : Colonel Ninck
- 1894 : Colonel Prévost de Sansac de Traversay
- 1899 : Colonel Bazaine-Hayter
- 1903 : Colonel Roederer
- 1905 : Colonel René Louis Jules Radiguet (1852-1937)[1]
- 1906 : Colonel Clause

149e régiment d'infanterie.
- 1912 : Colonel Menvielle
- 1915 : Colonel Doreau
- 1915 : Colonel Hoff
- 1918 : Colonel Gracy
- 1918 : Colonel Lecoanet
- 1919 : Colonel Lecoanet
- 1920 : Colonel Zerdini
- 1922 : Lieutenant-colonel Mathieu

149e régiment d'infanterie de forteresse.
- 1935 : Colonel Chateignon

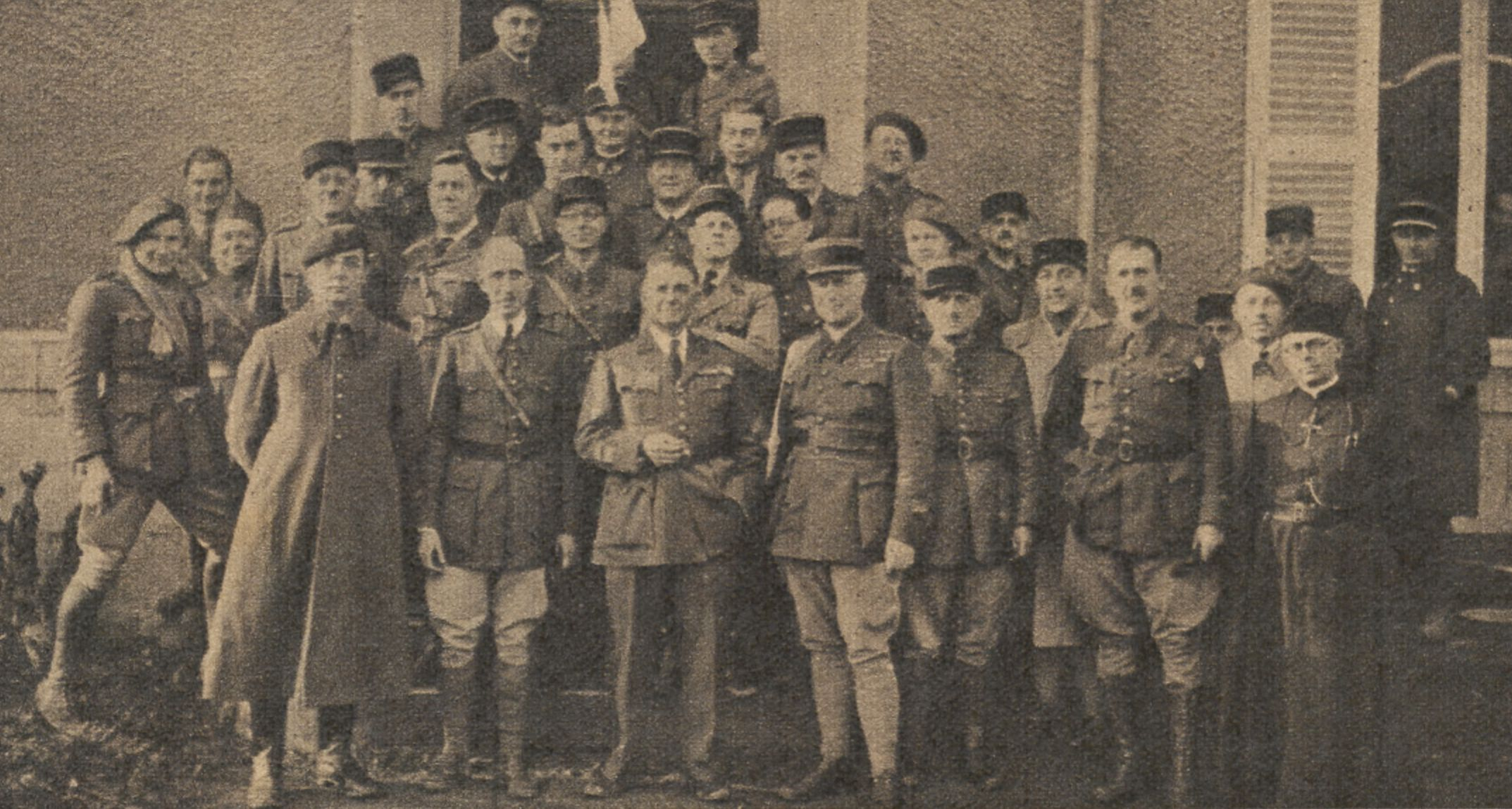
L'état-major du et d'un régiment voisin en novembre 1939. Au premier rang en pantalon, le lieutenant-colonel Beaupuis.

- 1939 : Lieutenant-colonel Beaupuis

149e régiment d'infanterie.
- 1968 : Colonel Alévêque
- 1980 : Lieutenant-colonel Stéphan
- 1982 : Colonel Rapenne
- 1985 : Colonel Rapenne
- 1987 : Colonel Roussel
- 1992 : Lieutenant-colonel Melet
- 1993 : Lieutenant-colonel Melet
- 1996 : Colonel Woeffler

## Historique des garnisons, combats et batailles du149eRI

### Guerres de la Révolution et de l'Empire
Le numéro 149 est affecté pour la première fois à une demi-brigade de bataille le 16 mai 1794. Cette formation est la fusion de trois unités, un bataillon du régiment de Conti créé en 1776 (précédemment régiment de Périgord formé le 7 septembre 1684), du 5e bataillon de volontaires de l'Orne créé en 1792 et du 6e bataillon de volontaires de la Haute-Saône, ces deux derniers mis sur pied en 1792.
Le 149e Régiment d'infanterie de ligne hérite de la seconde affectation du numéro 149 : il est organisé à Mayence le 1er mars 1813. Il participe aux combats à Mockern et Leitzau. Jusqu'à la prise de Weissig le 19 mai, le 149e de ligne n'est pas engagé dans les combats. Il participe à la bataille de Loewenberg.
- 1813 : Campagne d'Allemagne
  - 16-19 octobre : Bataille de Leipzig

Le 149e Régiment de ligne est dissous le 21 juillet 1814 et incorporé dans le 88e de ligne. Sa vaillance durant toutes ces campagnes lui donna de voir figurer sur son drapeau les noms de : Fleurus 1794, Bautzen 1813, Goldberg 1813. Le 25 mars 1814, le 149e de ligne est anéanti.

### 1887 à 1914
Le 149e RI, est formé le 1er octobre 1887 de 3 bataillons provenant des 4e régiment d'infanterie, 113e régiment d'infanterie et 138e régiment d'infanterie, à Épinal. C'est le 24 mars 1888 que le Général gouverneur militaire d’Épinal Gallimard remet son drapeau au 149e R.I.

Cartes postales anciennes
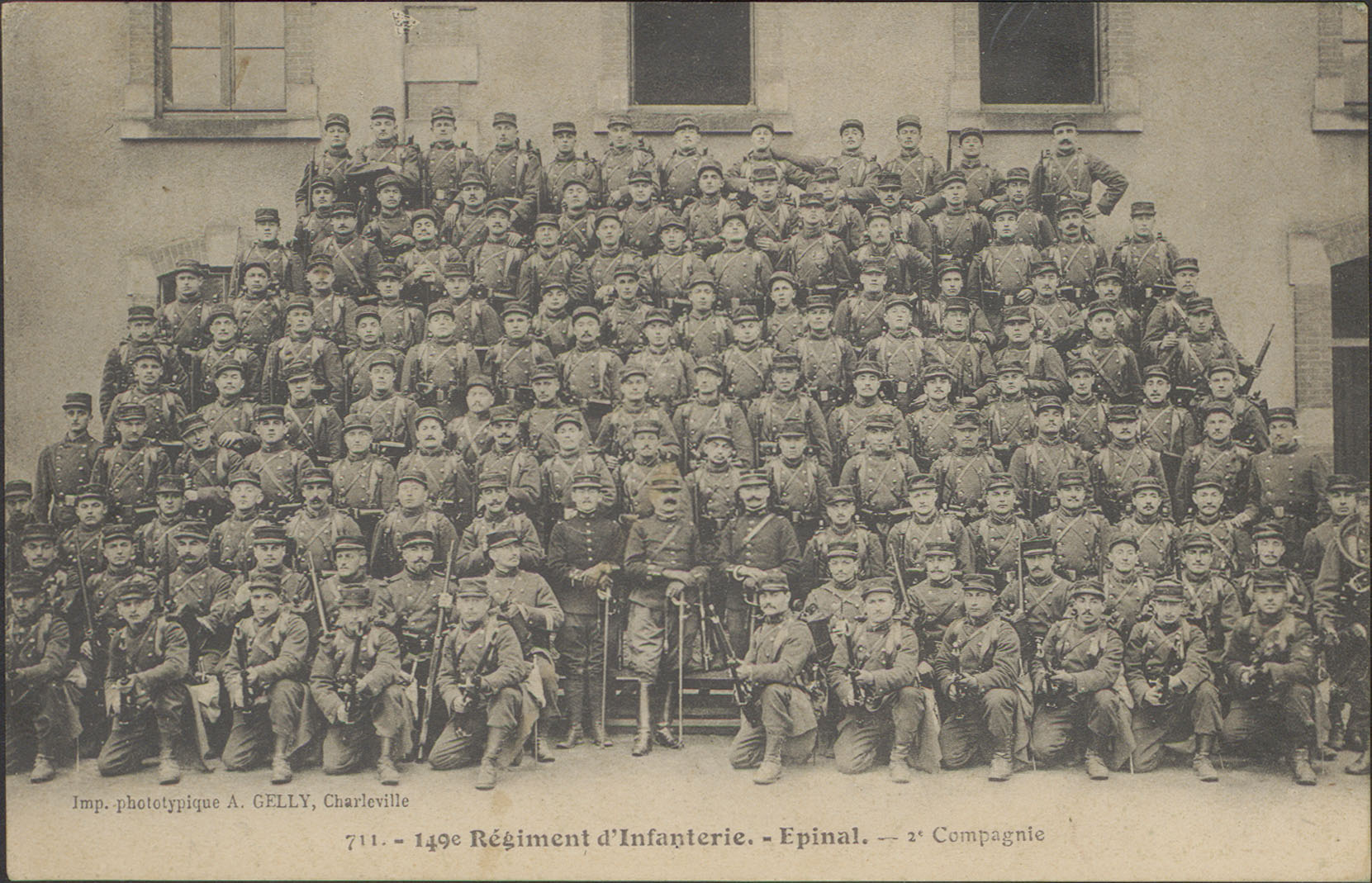
La 2e Compagnie à Épinal
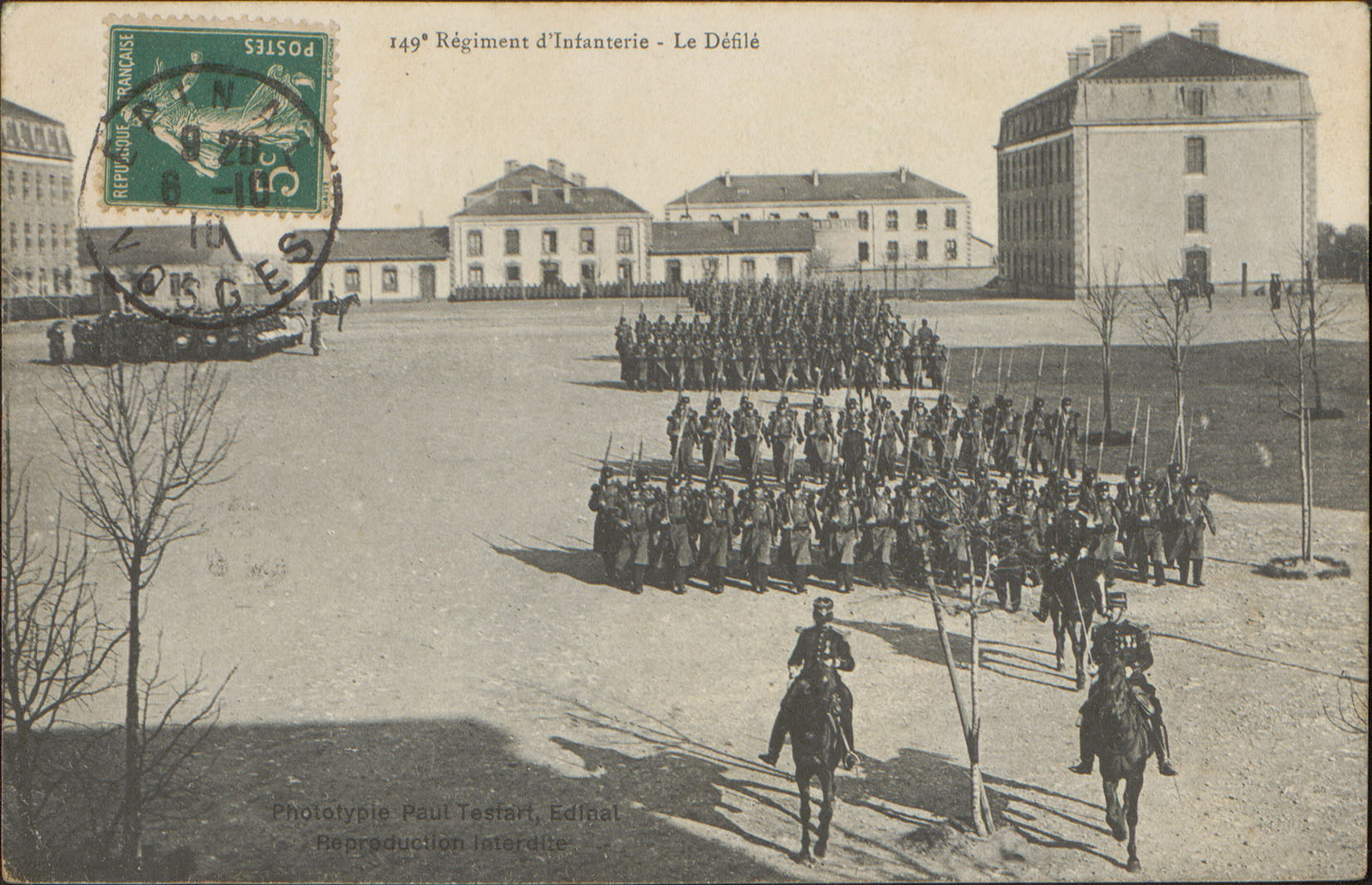
Défilé, Caserne Courcy à Chantraine
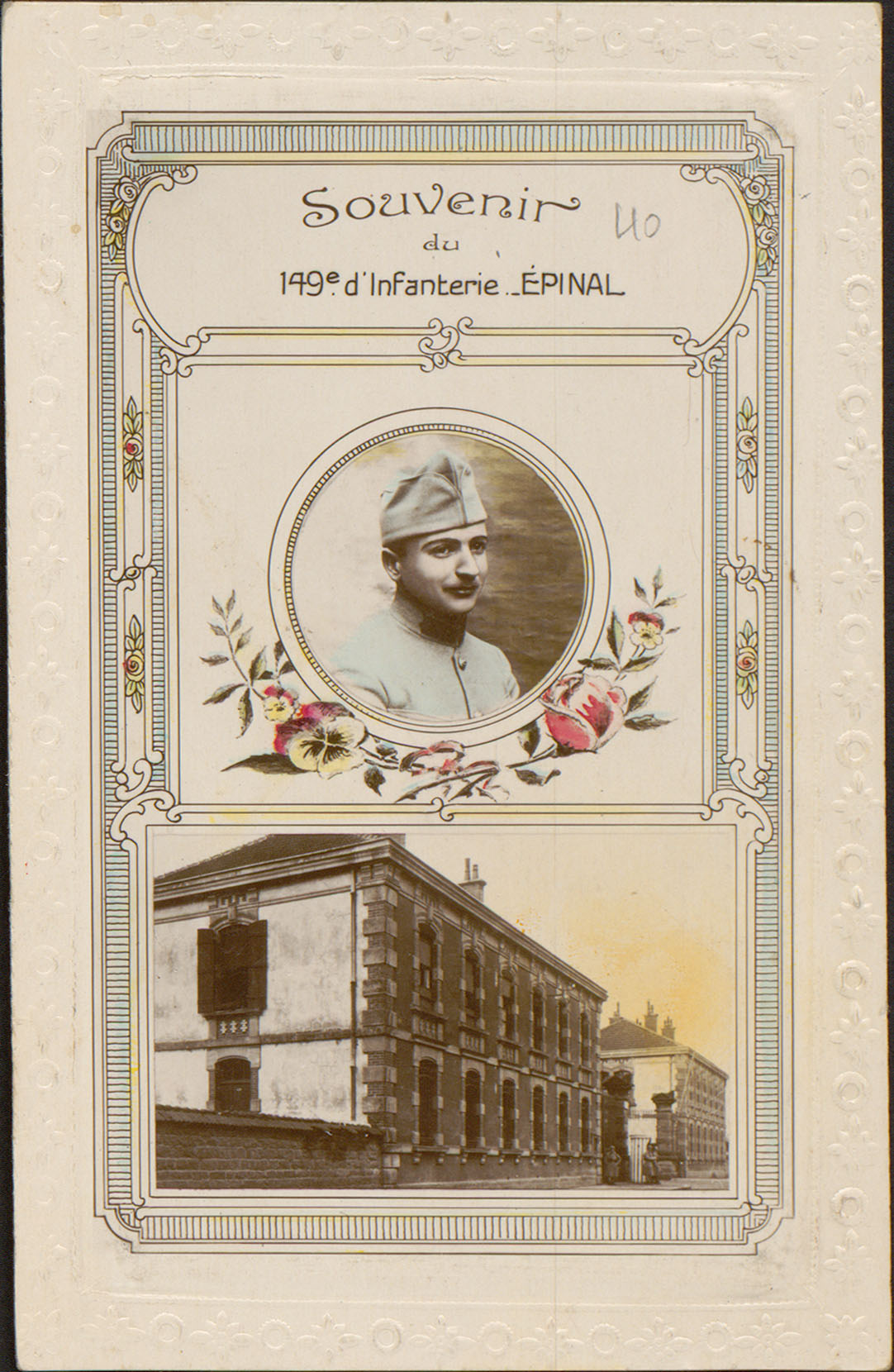
Souvenir
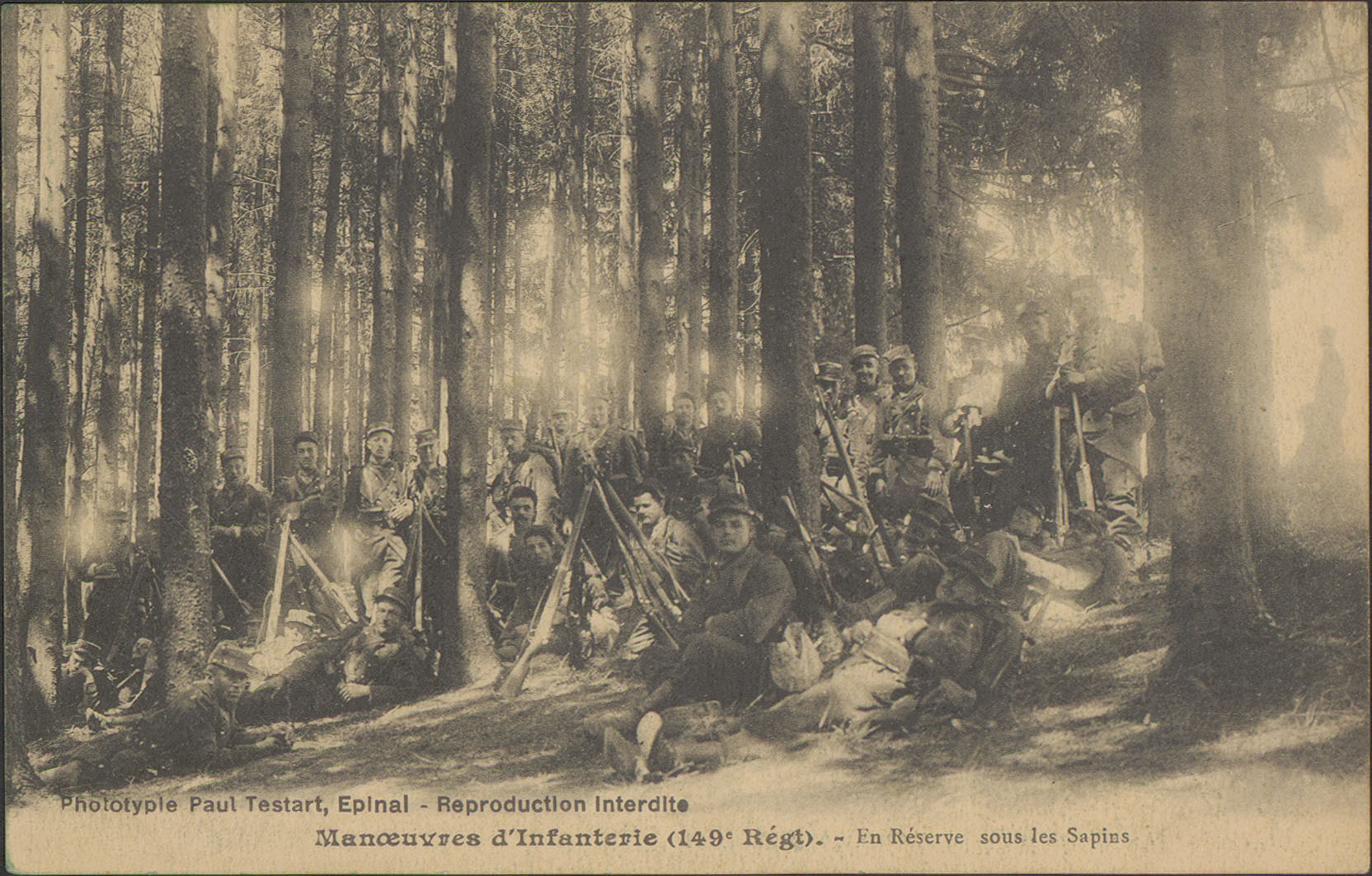
Manœuvres.
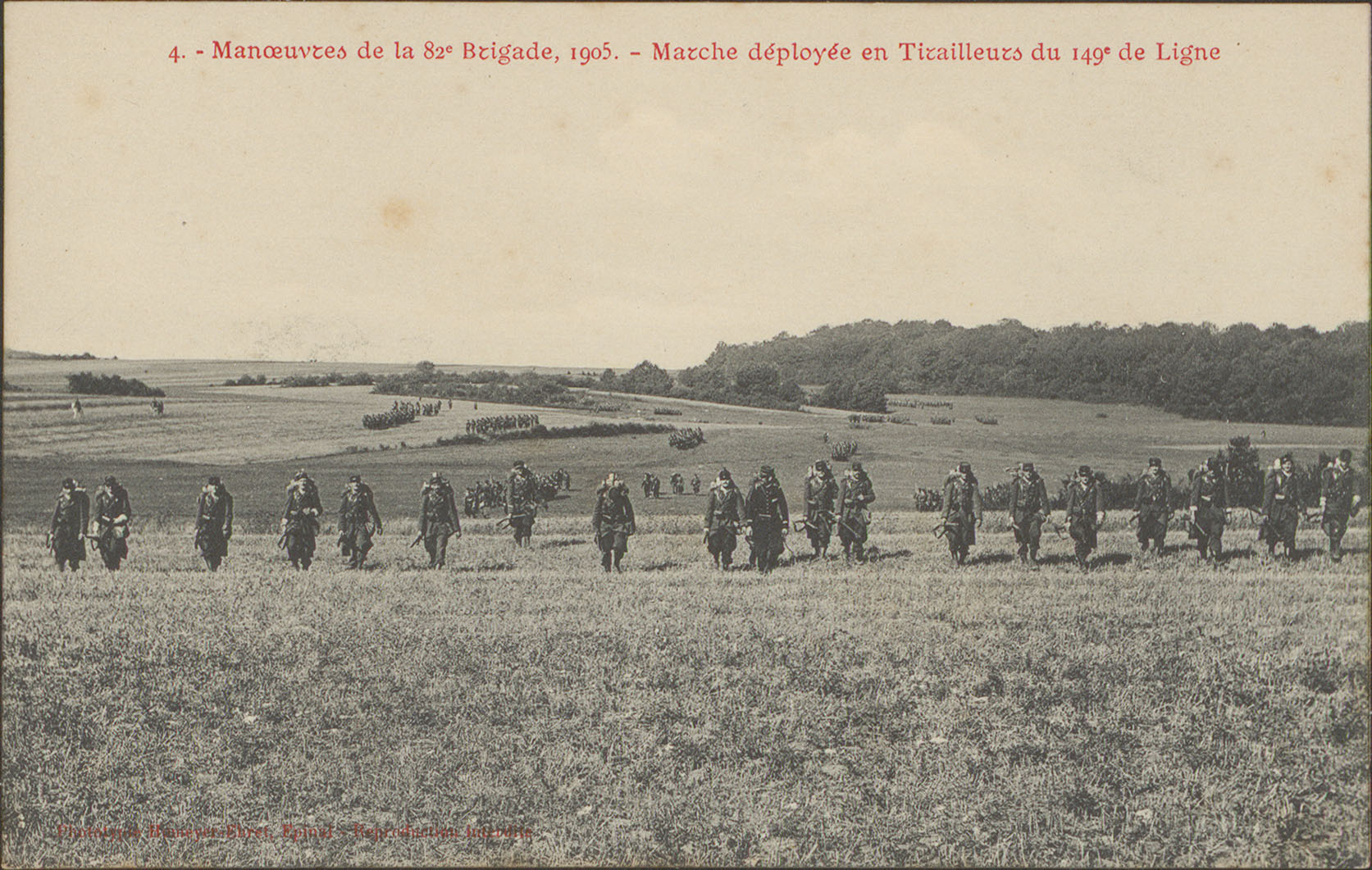
Marche déployée en tirailleurs.

### Première Guerre mondiale
Affectations : casernement Épinal à la 85e brigade d'infanterie, 43e division d'infanterie, 21e corps d'armée.

#### 1914
« Sa ténacité et sa remarquable endurance. » Maréchal Foch, 1914.
- Les Vosges, Artois, bataille des Flandres

Août - le 149e RI appartient à la 43e division d'infanterie du 21e Corps d'Armée, régiment à 3 bataillons commandé par le Colonel Menvielle :
- - 1/08 - embarque à Épinal pour Bruyères ;
  - 4/08 - en réserve de la D.I au col d'Anozel ;
  - 8/08 - en réserve de la D.I à La Croix-aux-Mines ;
  - 9/08 - Combat du signal de Sainte-Marie-aux-Mines ;
  - 10/08 - Cantonnement à Wisembach ;
  - 11/08 - Combat de Sainte Marie ;
  - 13/08 - Cantonnement à Provenchères-sur-Fave ;
  - 14/08 - Combat de Steige ;
  - 15/08 - Cantonnement à Abreschviller ;
  - 21/08 - Combat d'Abreschviller ;
  - 25 août - 4 septembre Bataille de la Chipotte.

D'octobre à décembre 1 800 hommes du 115e régiment d'infanterie territoriale, volontaires et hommes des plus jeunes classes, intègrent les 149e et 152e régiment d'infanterie.

#### 1915
- Artois (toute l'année), puis seconde offensive.

#### 1916
- Bataille de Verdun, Champagne, bataille de la Somme.

#### 1917
- Aisne, secteur de la Malmaison, bataille de la Malmaison.

#### 1918
- Vosges, bataille de l'Aisne, Champagne…
- Sont inscrits en lettres d'or sur le drapeau les noms des batailles de : La Marne 1914, Artois-l'Aisne 1914-1916, La Somme 1916, La Malmaison 1917, Champagne 1918.

### Entre-deux-guerres
Le 7 avril 1920 le 149e R.I. s'embarque à destination de l'Allemagne affecté à l'Armée du Rhin. Le 149e R.I. est dissous à Dortmund en novembre 1923. Son drapeau est confié au 17e régiment de tirailleurs algériens.

### Seconde Guerre mondiale

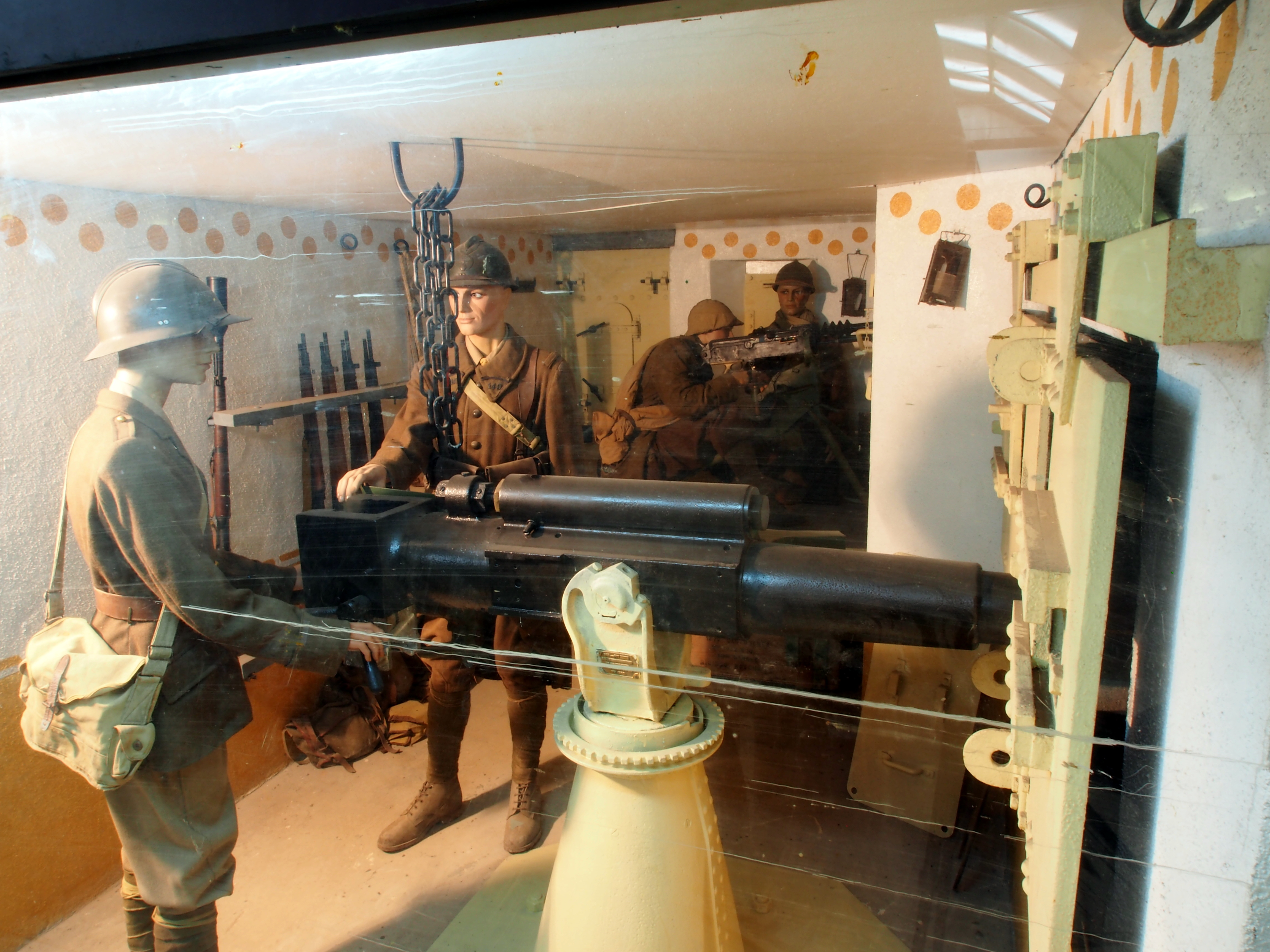
Reconstitution de soldats du dans l'ouvrage de Fermont.

Reconstitué en 1935, le 149e R.I.F. Construit principalement durant les années 1934-1938, le camp de Morfontaine, durant le temps de paix était la garnison permanente du 2e bataillon du 149e R.I.F. Formé le 1er septembre 1939 sous le nom de 149e régiment d'infanterie de forteresse (RIF) sous les ordres du lieutenant-colonel Beaupuis. Il appartient au 42e corps d'armée de forteresse.
Il se trouve sur la Ligne Maginot et tient le Secteur fortifié de la Crusnes, au nord de la Meurthe-et-Moselle, du fort de Bréhain-la-Ville au petit ouvrage de Chappy près de Longuyon. Le 18 juin 1940 le régiment est dissous, après la bataille de Darmannes.

### De 1945 à nos jours

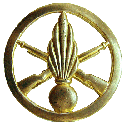
insigne de béret d'infanterie

Le régiment renaît en 1968 à Épinal comme régiment d'infanterie divisionnaire. En 1985, le 149e RI devient l'un des régiments d'infanterie de la 107e brigade de zone. Avec la mise en place du plan « Réserves 2000 », la 107e brigade de zone, devenue depuis peu brigade régionale de défense est dissoute le 1er mai 1993. Le 149e RI est rattaché à la circonscription militaire de défense de Metz. Le régiment est dissous en mars 1997 au quartier Colin de Moulins-les-Metz.

## Inscriptions portées sur le drapeau du régiment
Il porte, cousues en lettres d'or dans ses plis, les inscriptions suivantes :
- Fleurus 1794
- Bautzen 1813
- Goldberg 1813
- La Marne 1914
- Artois-L'Aisne 1914-1915
- Somme 1916
- La Malmaison 1917
- Champagne 1918

## Décorations
Sa cravate est décorée de la Croix de guerre 1914-1918 avec 4 palmes, 2 étoiles vermeil.
Il a le droit au port de la Fourragère aux couleurs du ruban de la Médaille militaire.

## Insigne
Écu tour encadrée de 2 hallebardes branche de houx fourragère, qui rappelle les armes de la ville d’Épinal dont il est en 1914, le principal régiment (tour encadré de 2 fleurs de lys) . La pucelle du 149e-RMIF en 1939. Il représente un fort de la ligne Maginot avec un créneau et une tourelle armée d’un canon. Dans la devise Résiste et mord.

## Personnalités ayant servi au149eRI
- Général Gaston de Chomereau de Saint-André (1879-1966), capitaine au 149e R.I. le 23 mars 1914 puis Chef de Bataillon T.T. le 30 avril 1917 ; transféré au 48e B.C.P. le 10 avril 1918.
- Georges Sabiron (1882-1918), poète dont le nom figure parmi les 560 écrivains morts pour la France au Panthéon.
- Édouard-Marcel Charrière (1892-1918), artiste peintre.

## Sources et bibliographie
- Archives militaires du Château de Vincennes.
- Recueil d'Historiques de l'Infanterie Française (Général Andolenko - Eurimprim 1969).